# Sofia Barbosa
Sofia Barbosa (Lisboa, 4 de Outubro de 1974) é uma cantora portuguesa. Os seus pais são cabo-verdianos da ilha de Santiago.

## Carreira
Em 1995 participou no programa "Selecção de Esperanças" da RTP. No ano seguinte, concorre ao programa "Cantigas da Rua" da SIC, onde interpreta "That's What Friends Are For", e ao concurso "Casa de Artistas", da RTP1, com a sua irmã Sónia, onde chegou até à segunda eliminatória.
Foi depois finalista do concurso "Chuva de Estrelas", em 1998, com uma versão de "Get Here", de Oleta Adams, e participa em alguns espectáculos da digressão do "Chuva de Estrelas". Participa também no Festival RTP da Canção desse ano com o tema "Uma Lua em Cada Mão", com música de Jorge Quintela e letra de José Fanha, que ficou em 3º lugar.
Em 1999 entra para o projecto Shout de música gospel. Participa também nas gravações do disco da Festa da Diversidade, projecto "Sem Papel", com temas de Fernando Girão e Nill Luz. Em 2000 é solista do grupo coral "Natura" do Instituto da Água.
Com os Shout grava o álbum "Human Faith" editado em 2002. Em 2002 e 2003 actuou a solo ou como corista no "Du'arte Garden" do Casino do Estoril.
É a vencedora da primeira edição do concurso Operação Triunfo da RTP1.
No natal de 2003 é lançado o seu álbum de estreia, "Contrastes", gravado em Londres. O tema de apresentação foi "Memórias". As autorias do disco são de G. Daniel, Emanuel Andrade e Charlie Casey (que também co-produziu o disco). Aparecem versões de Bob Telson ("Calling You") e Teófilo Chantre.
Em 2004 participa na digressão "Portugal a Cantar". Em 2006 entra no musical "Rent", que esteve em cena no Teatro Sá da Bandeira, no Porto.

## Discografia
- Human Faith (2002) - Shout
- Contrastes (CD, BMG, 2003) - solo, prémio OT

### Compilações
- Selecção Nacional - 1998
- Festa da Diversidade - 1999
- Nylon's Showcase #2 - ("Just a Pink Touch" de Headcleaners + Sofia Barbosa) - 2001
- A Jóia de África - Banda Sonora ("Voar, Junto De Ti") - 2002
- Zona Quente
- Paulo Flores
- Fernando Santos

- Filipe Raposo e Clement ("Exaltai")